# Филимоново (Удмуртия)
Филимоново (ранее починок Филимоновский) — деревня в Юкаменском районе Удмуртии России.

## География
Расположена на левом берегу Лемы в 15 км к западу от села Юкаменское. В деревне только одна улица — Центральная.

## История
В промежутке между 1762 и 1792 годами одно семейство Зянкиных переселилось из Ворцы и основало починок Филимоновский. Бесермянин Сулемон Зянкин, а по крещению Филимон Иванов сын Зянкин, и жена его Наталья Игнатиева оказались записанными в исповедных ведомостях 1792 года в починке Филимоновском. Также и брат Филимона — Василей. В «Ведомостях о селениях Вятской губернии на 1802 год» указано, что в починке Филимоновском проживает бесермян крещёных 15 душ мужского пола в 4-х дворах. Деревня образована не позднее 1782 года. Жители соседних деревень прозвали Филимоново «волчьим хвостом» за вытянутую форму.
До апреля 2021 года в составе Пышкетского сельского поселения, упразднённое к 18 апреля 2021 года в связи с преобразованием района в муниципальный округ.

## Население
| 2007 | 2010 | 2012 |
| ---- | ---- | ---- |
| 76   | ↘66  | ↘64  |

Численность постоянного населения деревни составляет 76 человек (2007).

## Инфраструктура
Личное подсобное хозяйство. Раньше была начальная школа.

## Транспорт
По западной стороне проходит автодорога.